# 김정현 (가수)
김정현(1979년 10월 4일 ~ )은 대한민국의 가수이다.

## 생애
김정현은 어머니 한백희 사이에서 1남 1녀 중 장남으로 태어났다 2006년도에 어머니가 당뇨병으로 세상을 떠나셨다